# Scalpay
Scalpay es una isla de las Hébridas Interiores, en Escocia. Está separada de Skye por el Loch na Cairidh. El punto más alto de la isla es Mullachna Carn, que tiene sobre 400 m de altitud. Y al sur de la misma se sitúa la isla Guillamon  .
Scalpay es una isla privada, donde opera un criadero de ciervos y cabañas de descanso. Gran parte de Scalpay está cubierta por brecina, mientras que en otras áreas existen plantaciones de coníferas.
El político y magnate Donald Currie fue propietario de la isla durante el siglo XIX y es el responsable de la construcción de los primeros caminos y las plantaciones de árboles.
- Datos: Q501210
- Multimedia: Scalpay, Inner Hebrides / Q501210